# بانجور (مين)
بانجور (بالإنجليزية: Bangor, Maine)‏ هي مدينة تقع في الولايات المتحدة في مقاطعة بينوبسكوت (مين). يقدر عدد سكانها بـ 33,039 نسمة ومساحتها 89.59 كم2 وترتفع عن سطح البحر 36 متر.

## التركيبة السكانية
قام مكتب تعداد الولايات المتحدة بتحديد بيانات التركيبة السكانية لبانجور في تعداد الولايات المتحدة. في ما يلي، التركيبة السكانية حسب تعدادي 2000 و2010.

### تعداد عام 2000
بلغ عدد سكان باندون 2,833 نسمة بحسب تعداد عام 2000، وبلغ عدد الأسر 1,287 أسرة وعدد العائلات 736 عائلة مقيمة في المدينة. في حين سجلت الكثافة السكانية 1,029.4 نسمة لكل ميل مربع (397.5/كم2). وبلغ عدد الوحدات السكنية 1,535 وحدة بمتوسط كثافة قدره 557.8 نسمة لكل ميل مربع (215.4/كم2).
وتوزع التركيب العرقي للمدينة بنسبة 92.48% من البيض و 1.94% من الأمريكيين الأصليين و 0.60% من الأمريكيين ذوي الأصول الآسيوية و 0.11% من سكان جزر المحيط الهادئ و 0.25% من الأمريكيين الأفارقة و 0.95% من الأعراق الأخرى و 3.67% من عرقين مختلطين أو أكثر. فيما شكل الهسبانيون أو اللاتينيون من أي عرق نسبة 2.75% من السكان.
بلغ عدد الأسر 1,287 أسرة كانت نسبة 21.2% منها لديها أطفال تحت سن الثامنة عشر تعيش معهم، وبلغت نسبة الأزواج القاطنين مع بعضهم البعض 43.4% من أصل المجموع الكلي للأسر، ونسبة 10.1% من الأسر كان لديها معيلات من الإناث دون وجود شريك، وكانت نسبة 42.8% من غير العائلات. تألفت نسبة 36.1% من أصل جميع الأسر من أفراد ونسبة 19.0% كانوا يعيش معهم شخص وحيد يبلغ من العمر 65 عاماً فما فوق. وبلغ متوسط حجم الأسرة المعيشية 2.71، أما متوسط حجم العائلات فبلغ 2.09.
بلغ العمر الوسطي للسكان 49 عاماً. وكانت نسبة 4.7% بين الثامنة عشر والأربعة وعشرون عاماً، ونسبة 19.4% كانت واقعةً في الفئة العمرية ما بين الخامسة والعشرون حتى والأربعة وأربعون عاماً، ونسبة 27.5% كانت ما بين الخامسة والأربعون حتى الرابعة والستون، ونسبة 29.4% كانت ضمن فئة الخامسة والستون عاماً فما فوق. يوجد لكل 100 أنثى 82.4 ذكر، ويوجد لكل 100 أنثى في الثامنة عشر من عمرها فما فوق 80.0 ذكر.
بلغ متوسط دخل الأسرة في المدينة 29,492 دولار، أما متوسط دخل العائلة فبلغ 37,188 دولار. وكان متوسط دخل الذكور 28,636 دولار مقابل 22,722 دولار للإناث. وسجل دخل الفرد الخاص بالمدينة 20,051 دولار. وكانت نسبة 11.9% من العائلات ونسبة 16.0% من السكان تحت خط الفقر، وكان من هؤلاء نسبة 34.1% تحت سن الثامنة عشر ونسبة 6.0% في الخامسة والستين من العمر وما فوق.

### تعداد عام 2010
بلغ عدد سكان بانجور 33,039 نسمة بحسب تعداد عام 2010، وبلغ عدد الأسر 14,475 أسرة وعدد العائلات 7,182 عائلة مقيمة في المدينة. في حين سجلت الكثافة السكانية 964.4 نسمة لكل ميل مربع (372.4/كم2). وبلغ عدد الوحدات السكنية 15,674 وحدة بمتوسط كثافة قدره 457.5 لكل ميل مربع (176.6/كم2).
وتوزع التركيب العرقي للمدينة بنسبة 93.1% من البيض و 1.2% من الأمريكيين الأصليين و 1.7% من الأمريكيين ذوي الأصول الآسيوية و 1.7% من الأمريكيين الأفارقة و 2.0% من عرقين مختلطين أو أكثر.
بلغ عدد الأسر 14,475 أسرة كانت نسبة 24.2% منها لديها أطفال تحت سن الثامنة عشر تعيش معهم، وبلغت نسبة الأزواج القاطنين مع بعضهم البعض 32.8% من أصل المجموع الكلي للأسر، ونسبة 12.6% من الأسر كان لديها معيلات من الإناث دون وجود شريك، بينما كانت نسبة 4.2% من الأسر لديها معيلون من الذكور دون وجود شريكة وكانت نسبة 50.4% من غير العائلات. تألفت نسبة 37.9% من أصل جميع الأسر من أفراد ونسبة 12.4% كانوا يعيش معهم شخص وحيد يبلغ من العمر 65 عاماً فما فوق. وبلغ متوسط حجم الأسرة المعيشية 2.76، أما متوسط حجم العائلات فبلغ 2.10.
بلغ العمر الوسطي للسكان 36.7 عاماً. وكانت نسبة 17.8% من القاطنين تحت سن الثامنة عشر، وكانت نسبة 16% بين الثامنة عشر والأربعة وعشرون عاماً، ونسبة 26% كانت واقعةً في الفئة العمرية ما بين الخامسة والعشرون حتى والأربعة وأربعون عاماً، ونسبة 25.8% كانت ما بين الخامسة والأربعون حتى الرابعة والستون، ونسبة 14.4% كانت ضمن فئة الخامسة والستون عاماً فما فوق. وتوزع التركيب الجنسي للسكان بنسبة 48.2% ذكور و51.8% إناث.